# Salvador del Río
Salvador del Río (nacido en Moaña (Pontevedra) en 1966) es un actor español conocido por su papel de don Tomás Veiga en la serie As leis de Celavella y el de Pepe Viaño en la serie Matalobos (2009-2013).

## Filmografía
- 1998 - Mareas vivas
- 2001 - Pratos combinados
- 2005 - Heroína
- 2003 - As leis de Celavella
- 2006 - A vida por diante
- 2007 - Libro de familia
- 2008 - Maridos e mulleres
- 2008 - Padre Casares
- 2008 - Guante Blanco
- 2009 - O Nordés
- 2009 - Matalobos como Pepe Viaño
- 2011 - Piratas
- 2011 - Eduardo Barreiros, el Henry Ford español